# Simon Davies
Simon Davies (nacido el 23 de octubre de 1979 en Haverfordwest) es un exfutbolista galés que jugaba de centrocampista.

## Trayectoria en clubes

### Peterborough United
Davies dio sus primeros pasos en el Wrexham, antes de firmar con el Peterborough United con 15 años. Rápidamente se hizo un sitio en el equipo titular, haciendo hasta 50 apariciones con el equipo titular antes de cumplir 20 años. Después de un periodo de prueba con el Manchester United en julio de 1999, el rendimiento con el Peterborough animó al presidente del Tottenham Hotspur, George Graham, a gastar 700 000 £ para ficharlo.

### Tottenham Hotspur
Davies debutó con el Tottenham el 9 de abril de 2000 durante la derrota por 2-0 contra el Liverpool.
Davies pasó los primeros meses de la temporada 2000-01 como sustituto. Sin embargo, después de sustituir al lesionado Øyvind Leonhardsen en el encuentro de la 5ª ronda de la FA Cup contra el Stockport County el 17 de febrero de 2001, Davies marcó 2 veces. Este partido marcó el comienzo de su transformación a un jugador regular del primer equipo. 
En los cinco años en los que Davis jugó con el Tottenham, durante los cuales sufrió un gran número de lesiones, hizo 154 apariciones y marcó 24 goles en todas las competiciones.

### Everton
El 26 de mayo de 2005 fue traspasado al Everton con unos pagos que alcanzarían los 4 millones de £ dependiendo de las apariciones. El fichaje significó que Davies recibió su primera oportunidad de jugar en una competición europea, la UEFA Champions League. Davies tuvo una mediocre primera temporada en la decepcionante campaña 2005-06 del Everton. Sin embargo, marcó el gol de la victoria en Birmingham City, dando al Everton su primera victoria en 2 meses.

### Fulham
En enero de 2007, cambió el Everton por el Fulham. Fue comprado para ser el sustituto de Steed Malbranque en el lado derecho del mediocampo. El 30 de enero de 2007 jugó su primer partido en la Premiership con el Fulham, contra el Sheffield United.
Desde que llegó al Fulham, ha sido una pieza muy importante en el lado derecho del mediocampo contribuyendo con goles espectaculares (como la falta directa contra el Sunderland y la volea contra el Reading) y magníficos pases. Su alto ritmo de trabajo lo ha convertido en el favorito de mucha gente y se ganó el respeto del exentrenador Lawrie Sánchez. Simon Davies fue votado el jugador de la temporada del Fulham en la temporada 2007-08.
Alcanzó la final de la Europa League con el Fulham, donde se enfrentó al Atlético de Madrid, donde marcó un gol que supuso el empate de su equipo, pero no pudo evitar la derrota, ya que el delantero uruguayo del conjunto español, Diego Forlán, tras adelantar a su equipo en el marcador en la primera mitad de la final, volvió a hacerlo en la prórroga.

## Trayectoria internacional
Davies debutó con Gales en la clasificación para la Copa del Mundo contra Ucrania el 6 de junio de 2001.
Davies jugó para Gales 58 veces en las que marcó 6 goles. Su mejor actuación con su país fue el 16 de octubre de 2002, cuando marcó el primer gol del equipo en la victoria 2-1 contra Italia. Debido a la preferencia de John Toshack por los jugadores jóvenes, el puesto de Davies en la plantilla estaba en peligro y dejó de ser convocado.
Finalmente, el 8 de agosto de 2010 anunció su retiro como internacional.